# پارک صنعتی زیست‌محیطی

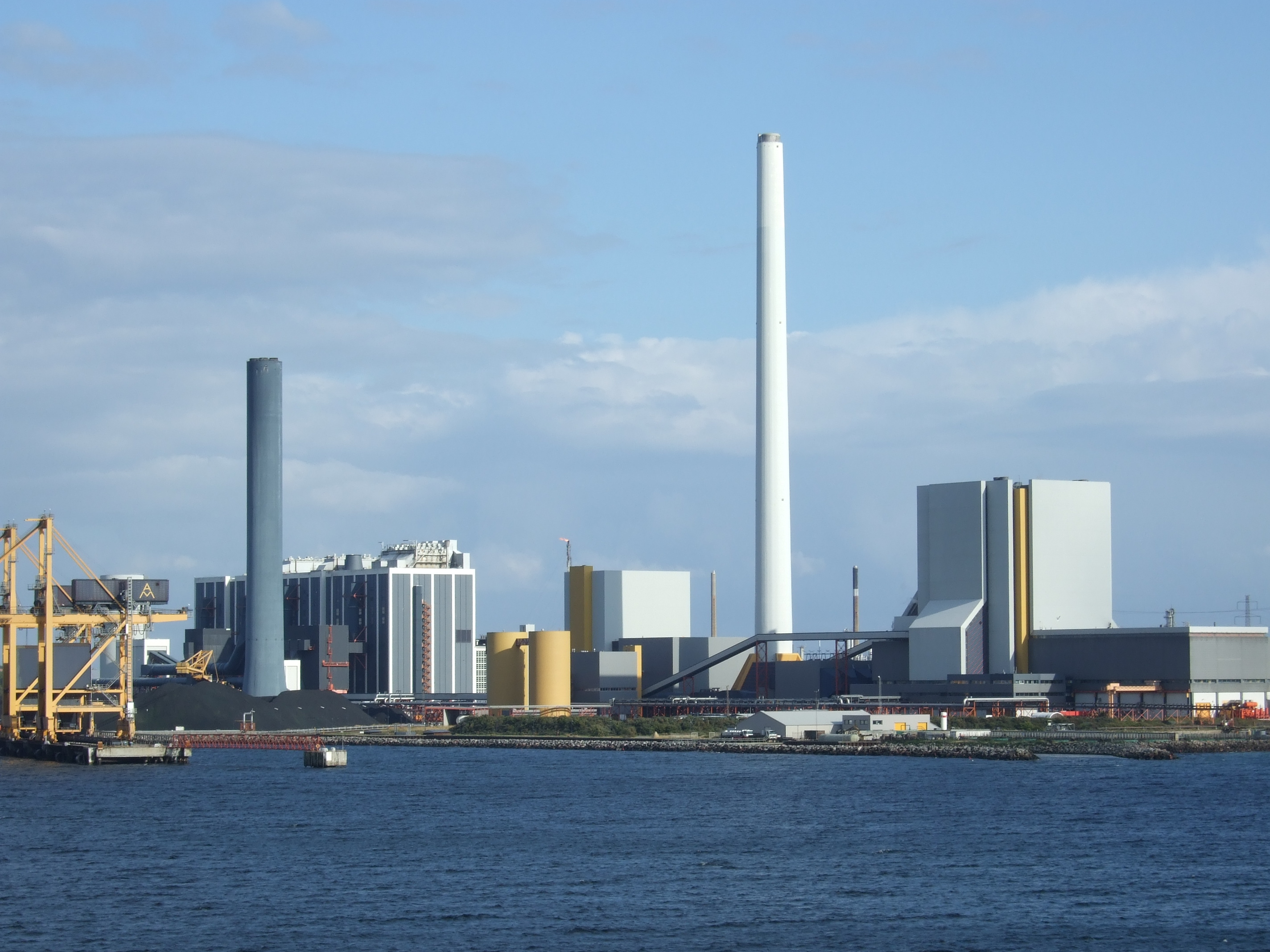
نمایی از پارک بوم‌صنعتی کالوندبورگ

یک پارک صنعتی-زیست‌محیطی (EIP) یک پارک صنعتی است که در آن کسب‌وکارها با یکدیگر و با جامعه محلی همکاری می‌کنند تا ضایعات و آلودگی را کاهش دهند، منابع (مانند اطلاعات، مواد، آب، انرژی، زیرساخت‌ها و منابع طبیعی) را به‌طور مؤثر به اشتراک بگذارند و به دستیابی به توسعه پایدار کمک کنند، با این هدف که سود اقتصادی را افزایش داده و کیفیت محیط زیست را بهبود بخشند. یک EIP همچنین می‌تواند به گونه‌ای برنامه‌ریزی، طراحی و ساخته شود که همکاری کسب‌وکارها را آسان‌تر کند و منجر به یک پروژه از نظر مالی سالم‌تر و سازگارتر با محیط زیست برای توسعه‌دهنده شود.
کتابچه راهنمای پارک صنعتی-زیست‌محیطی بیان می‌کند که «یک پارک صنعتی-زیست‌محیطی، اجتماعی از کسب‌وکارهای تولیدی و خدماتی است که در یک ملک مشترک در کنار هم قرار گرفته‌اند. اعضا از طریق همکاری در مدیریت مسائل زیست‌محیطی و منابع، به دنبال بهبود عملکرد زیست‌محیطی، اقتصادی و اجتماعی هستند.»
بر اساس مفاهیم بوم‌شناسی صنعتی، استراتژی‌های مشارکتی نه تنها شامل هم‌افزایی محصولات جانبی (مبادلات «زباله برای تغذیه») می‌شوند، بلکه می‌توانند به شکل آبشاری فاضلاب، لجستیک مشترک و امکانات حمل و نقل و دریافت، پارکینگ مشترک، بلوک‌های خرید فناوری سبز، مقاوم‌سازی ساختمان‌های سبز چند شریکی، سیستم‌های انرژی منطقه‌ای و مراکز آموزشی و منابع محلی نیز باشند. این کاربردی از رویکرد سیستمی است که در آن طرح‌ها و فرایندها/فعالیت‌ها برای دستیابی به اهداف چندگانه ادغام می‌شوند.
EIPها می‌توانند به عنوان پروژه‌های زمین سبز توسعه یابند، که در آن‌ها هدف صنعتی-زیست‌محیطی در تمام مراحل برنامه‌ریزی، طراحی و ساخت سایت وجود دارد، یا از طریق مقاوم‌سازی‌ها و استراتژی‌های جدید در توسعه‌های صنعتی موجود توسعه یابند.

## مثال‌ها

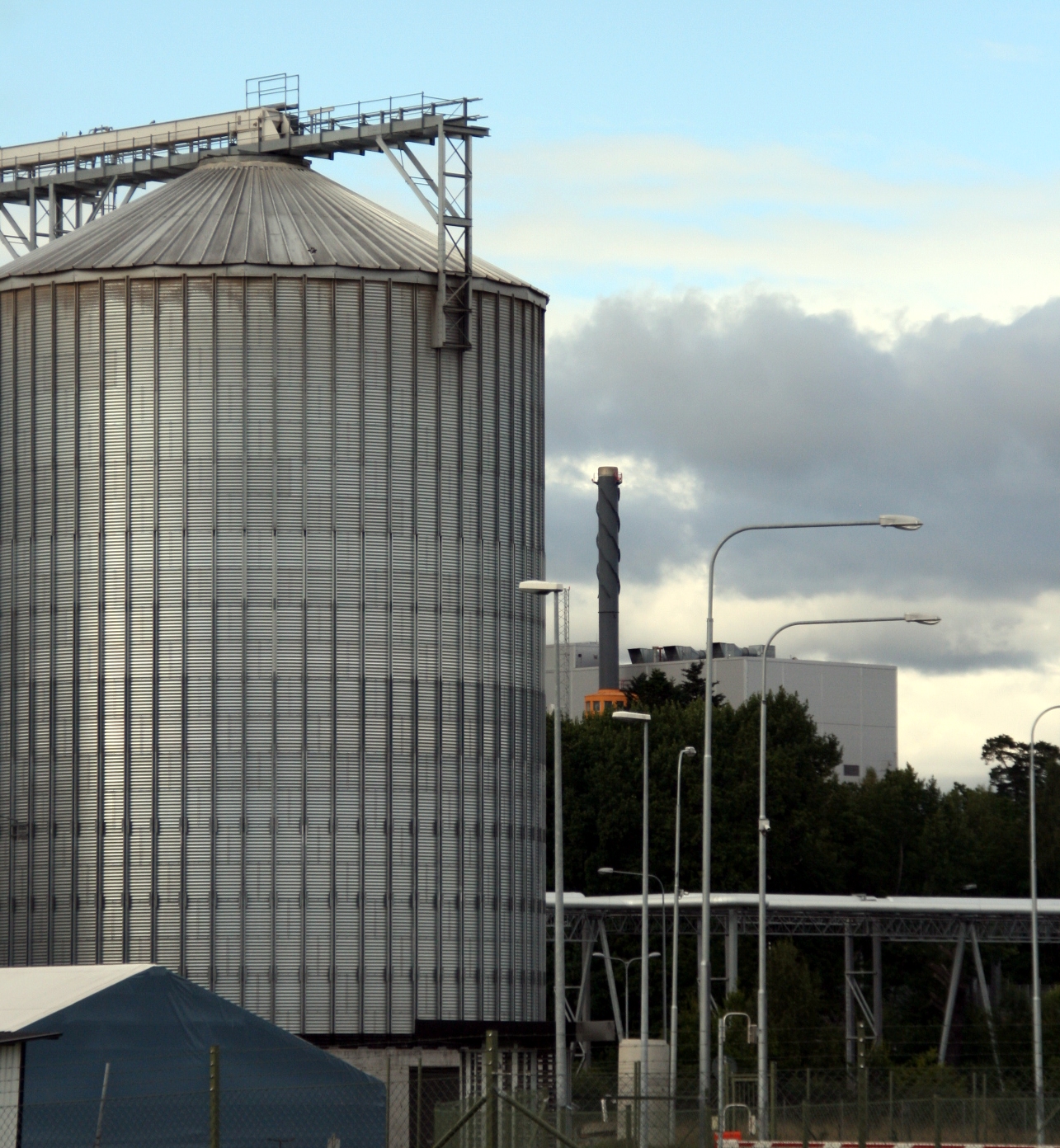
نمونه‌ای از همزیستی صنعتی. بخار زباله از یک زباله‌سوز (راست) به یک کارخانه اتانول (چپ) لوله‌کشی می‌شود و در آنجا به عنوان ورودی فرایند تولید مورد استفاده قرار می‌گیرد.

«همزیستی صنعتی» مفهومی مرتبط اما محدودتر است که در آن شرکت‌های یک منطقه برای استفاده از محصولات جانبی یکدیگر و در غیر این صورت به اشتراک گذاشتن منابع با یکدیگر همکاری می‌کنند. در کالوندبورگ، دانمارک، یک شبکه همزیستی، یک نیروگاه زغال‌سنگی ۱۵۰۰ مگاواتی را با جامعه و سایر شرکت‌ها مرتبط می‌کند. گرمای مازاد این نیروگاه برای گرم کردن ۳۵۰۰ خانه محلی و همچنین یک مزرعه پرورش ماهی در نزدیکی آن استفاده می‌شود که لجن آن به عنوان کود فروخته می‌شود. بخار حاصل از نیروگاه علاوه بر یک کارخانه استات‌اویل، به شرکت نوو نوردیسک، تولیدکننده دارو و آنزیم، فروخته می‌شود. این استفاده مجدد از گرما، میزان آلودگی حرارتی تخلیه شده به آبدره مجاور را کاهش می‌دهد. علاوه بر این، یک محصول جانبی از دستگاه تصفیه گوگرد دی‌اکسید نیروگاه حاوی گچ است که به یک تولیدکننده دیوارپوش فروخته می‌شود. تقریباً تمام نیازهای گچی تولیدکنندگان از این طریق تأمین می‌شود که این امر میزان استخراج روباز مورد نیاز را کاهش می‌دهد. علاوه بر این، خاکستر بادی و کلینکر حاصل از نیروگاه برای ساخت جاده و تولید سیمان مورد استفاده قرار می‌گیرد.
همزیستی صنعتی در کالوندبورگ به عنوان یک ابتکار عمل از بالا به پایین ایجاد نشد، بلکه به تدریج تکامل یافت. با سخت‌تر شدن مقررات زیست‌محیطی، شرکت‌ها انگیزه یافتند تا هزینه‌های انطباق با این مقررات را کاهش دهند و محصولات جانبی خود را به محصولات اقتصادی تبدیل کنند.
در کانادا، پارک‌های صنعتی-زیست‌محیطی در سراسر کشور وجود دارند و تا حدودی موفق بوده‌اند. بهترین نمونه شناخته شده، پارک برنساید در هالیفاکس، نوا اسکوشیا است. با حمایت مرکز بهره‌وری زیست‌محیطی دانشگاه دالهوزی، بیش از ۱۵۰۰ کسب‌وکار، عملکرد زیست‌محیطی خود را بهبود بخشیده و مشارکت‌های سودآور ایجاد کرده‌اند. متعاقباً، دو طرح توسعه صنعتی سبز در آلبرتا آغاز شده است: پارک صنعتی-زیست‌محیطی تایگانووا در قلب ماسه‌های نفتی آتاباسکا قرار دارد، در حالی که پارک صنعتی-زیست‌محیطی اینوویستا دروازه‌ای به کوه‌های راکی است. کیلومتری غرب ادمونتون.
سازمان توسعه صنعتی ملل متحد (UNIDO) ویتنام در سال ۲۰۱۵ فهرستی از پارک‌های صنعتی-زیست‌محیطی (EIP) در جامعه اقتصادی آسه‌آن را در گزارشی با عنوان «مناطق اقتصادی در آسه‌آن» گردآوری کرده است که بایگانی‌شده  در ۲۰۲۰-۰۹-۳۰ توسط Wayback Machine. «نوشتهٔ آرنو موریسون»

## سایر موارد استفاده
EIPها همچنین به پارک‌های صنعتی اشاره دارند که در آنها رویکردی «سبز» نسبت به زیرساخت‌ها و توسعه سایت اتخاذ شده است. این می‌تواند شامل زیرساخت‌های سبز مربوط به سیستم‌های انرژی تجدیدپذیر؛ مدیریت آب‌های سطحی، آب‌های زیرزمینی و فاضلاب؛ سطوح جاده‌ها؛ و مدیریت تقاضای حمل و نقل باشد. شیوه‌های ساختمان‌سازی سبز همچنین می‌توانند تشویق یا اجباری شوند
EIPها اغلب به عنوان محرکی برای تنوع اقتصادی در جامعه یا منطقه‌ای که در آن واقع شده‌اند، مورد استفاده قرار می‌گیرند. مستاجران اصلی، مانند تولیدکنندگان محصولات زیستی یا تأسیسات تبدیل زباله به انرژی و غیره، می‌توانند کسب‌وکارهای مکمل را به عنوان تأمین‌کنندگان، زباله‌گردان/بازیافت‌کنندگان، ارائه‌دهندگان خدمات، کاربران پایین‌دستی و سایر کسب‌وکارهایی که می‌توانند از استراتژی‌های صنعتی-زیست‌محیطی بهره‌مند شوند، جذب کنند.

## کاربرد پیشنهادی
پیشنهاد می‌شود که EIPها به عنوان وسیله‌ای برای رشد بخش انرژی‌های تجدیدپذیر مورد استفاده قرار گیرند. در مورد یک کارخانه تولید فتوولتائیک خورشیدی (PV)، یک EIP می‌تواند راندمان تولید را افزایش دهد تا آن را اقتصادی‌تر کند، در حالی که اثرات زیست‌محیطی تولید سلول‌های خورشیدی را کاهش می‌دهد. در اصل، این به رشد صنعت انرژی‌های تجدیدپذیر و مزایای زیست‌محیطی ناشی از جایگزینی سوخت‌های فسیلی کمک می‌کند.

## برای مطالعهٔ بیشتر
- سبز کردن زمین‌های آسفالت شده . آلبرتا ونچر. اوت ۲۰۰۸.
- مناطق صنعتی زیست‌محیطی: حفظ ثروت حاصل از توسعه‌های صنعتی ایجاد جوامع پایدار، مجله الکترونیکی ژانویه، ۲۰۰۹.[ لینک دائمی غیرفعال ]
- پارک‌های صنعتی زیست‌محیطی محبوبیت روزافزونی پیدا می‌کنند . مجله لبه کسب و کار. نوامبر ۲۰۰۸.
- https://www.unido.org/fileadmin/user_media_upgrade/Resources/Publications/UCO_Viet_Nam_Study_FINAL.pdf بایگانی‌شده  در ۲۰۲۰-۰۹-۳۰ توسط Wayback Machine مناطق اقتصادی در آسه‌آن سازمان توسعه صنعتی ملل متحد (یونیدو). ۲۰۱۵. (۱۳۹۴)
- همزیستی صنعتی
- ویکی بوم‌شناسی صنعتی - مخزن اطلاعات در مورد پارک‌های صنعتی بوم‌شناختی در سراسر جهان
- صفحه و کتابچه راهنمای پارک صنعتی-زیست‌محیطی نیلی دولوپمنت
- سایت‌های پارک صنعتی-زیست‌محیطی موجود و در حال توسعه در ایالات متحده
- جدول زمانی همزیستی صنعتی
- همزیستی صنعتی در عمل
- تحقیقات و ابتکارات مربوط به انتشار صفر
- پارک صنعتی-زیست‌محیطی تایگانووا در فورت مک‌موری، آلبرتا، کانادا
- پارک صنعتی-زیست‌محیطی اینوویستا در هینتون، آلبرتا، کانادا
- پارک فناوری پاک در سنگاپور
- طرح‌های سرمایه‌گذاری اروپایی (EIP/EEPA)
- پارک صنعتی اینفینیتی